# Adrien Thuriaux
Adrien Thuriaux – belgijski strzelec, olimpijczyk.

## Kariera
Brał udział w Letnich Igrzyskach Olimpijskich 1924. Wystartował wyłącznie w pistolecie szybkostrzelnym z 25 m, w którym uplasował się na 50. pozycji (startowało 55 strzelców).
W 1927 roku był prawdopodobnie członkiem drużyny belgijskiej, która zajęła 6. miejsce na mistrzostwach świata w zawodach drużynowych z pistoletu dowolnego z 50 m.

## Wyniki

### Igrzyska olimpijskie
| Igrzyska   | Konkurencja                   | Wynik   | Miejsce | Źródło |
| ---------- | ----------------------------- | ------- | ------- | ------ |
| Paryż 1924 | Pistolet szybkostrzelny, 25 m | 11 pkt. | 50      | [ 2 ]  |